# Georges Guille
Pour les articles homonymes, voir Guille.
Georges Guille est un homme politique français, né le 20 juillet 1909 à Badens (Aude) et mort le 16 novembre 1985 à Toulouse. Il fut secrétaire d'État dans le gouvernement de Guy Mollet de 1956 à 1957.

## Biographie
Second fils d'une famille de petits vignerons et de carriers de Badens (Aude) au sein de laquelle Socialisme et Libre Pensée sont deux philosophies pratiquées, orphelin très jeune de père et mère, il entre à l'école normale de Carcassonne. Il devient ainsi l'archétype de l'instituteur de l'École publique et laïque : socialiste SFIO, athée membre de la Libre Pensée, syndicaliste membre du SNI (Syndicat national des instituteurs).
Très jeune, Georges Guille, responsable des jeunesses socialistes, devient l'un des meilleurs propagandistes socialistes dans le département et la région. Sa réputation d'orateur exceptionnel qui s'affirme alors se confirmera tout au long de sa vie politique.
En 1934, il est élu conseiller général SFIO du canton de Capendu ; il est alors le plus jeune conseiller général de France, âgé seulement de 25 ans ; Georges Guille et Eugène Montel sont alors les deux seuls conseillers généraux socialistes du département de l'Aude. Les discours socialistes qu'il tient dans toute la région et son pacifisme lui valent d'être révoqué du grade de lieutenant de réserve qu'il avait obtenu à l'âge de 19 ans.
Fin 1940, dès le début de la Seconde Guerre mondiale, par mesure disciplinaire, le gouvernement de Philippe Pétain le déplace comme instituteur dans le Gard. Georges Guille est pourtant choisi par ses camarades comme responsable politique de la fédération SFIO clandestine de l'Aude. Au printemps 1944, il est nommé membre du Comité départemental de Libération de l'Aude qui vient d'être constitué. Il devient immédiatement premier responsable de la fédération socialiste SFIO de ce département.
Il est élu député à la première Assemblée constituante, et réélu jusqu'en 1958. À l'Assemblée nationale, il se signale par une défense constante et résolue des intérêts de la viticulture méridionale. Il est l'auteur de la loi sur les VDQS.
Du 31 janvier 1956 au 21 mai 1957, Georges Guille est membre du gouvernement de Guy Mollet (S.F.I.O.), en qualité de secrétaire d'État à la présidence du Conseil, chargé des relations avec le Parlement, chargé de l'énergie atomique. Il est un des fondateurs de l'Institut national des sciences et techniques nucléaires (INSTN). Il obtient l'installation d'une usine de raffinage de l'uranium à Malvesi au nord de Narbonne.
Son opposition résolue au général de Gaulle et aux institutions de la Ve République lui valent d'être battu en 1958. Il revient au Sénat en 1959 qu'il ne quittera que pour rejoindre l'Assemblée nationale de 1967 à 1973.
Élu conseiller général en 1934, il le reste jusqu'en 1976, hormis la période de Vichy. Il préside le conseil général de l'Aude de 1945 à 1948 et de 1951 à 1973.
Au sein de la SFIO, Georges Guille s'oppose avec conviction et talent à la disparition de son parti dans un nouveau parti dont il craint qu'il perde son âme socialiste. C'est pourquoi il refuse d'apporter sa caution au parti de François Mitterrand et refuse d'y adhérer.
Dès lors, il se retire de la vie politique. Après 1976, ne détenant plus aucun mandat électif.
Usant du fait qu'il soit membre du gouvernement de Guy Mollet, Georges Guille, obtient du secrétaire d'État aux Arts et aux Lettres, Jacques Bordeneuve, que la commune de Badens soit dépositaire de quatre peintures qui sont toujours accrochées aux murs de la mairie en 2007.
Décédé le 16 novembre 1985 à Toulouse où il a été incinéré, il est inhumé dans le caveau familial du cimetière de Badens qui porte une plaque à son souvenir. Une avenue porte son nom à Carcassonne et d'autres communes du département lui ont aussi rendu hommage.

## Fonctions
- Secrétaire d'État à la Présidence du Conseil, chargé de la Recherche scientifique et de l'Énergie atomique, puis (à partir du 17 mars 1956) chargé des Relations avec les Assemblées et de l'Énergie atomique du gouvernement Guy Mollet (du 31 janvier 1956 au 21 mai 1957)
À ce titre, il participa à la création de l'Institut national des sciences et techniques nucléaires[1].

- Député SFIO de l'Aude (1945-1958)
- Sénateur de l'Aude (1959-1967)
- Député FGDS de l'Aude (1967-1973)
- Président du Conseil général de l'Aude (1945-1948, 1951-1973)
- Conseiller général du canton de Capendu (1934-1976), lors de sa première élection, âgé de 25 ans, il était le plus jeune conseiller général de France.

## Ouvrages
- La Gauche la plus bête
- Des vies de chiens